# Joiceya
Joiceya is een geslacht van vlinders uit de familie van de prachtvlinders (Riodinidae), onderfamilie Riodininae.
Joiceya werd in 1928 voor het eerst wetenschappelijk beschreven door Talbot.

## Soort
Joiceya omvat de volgende soort:
- Joiceya praeclarus Talbot, 1928